# タイ・エレファント・オーケストラ

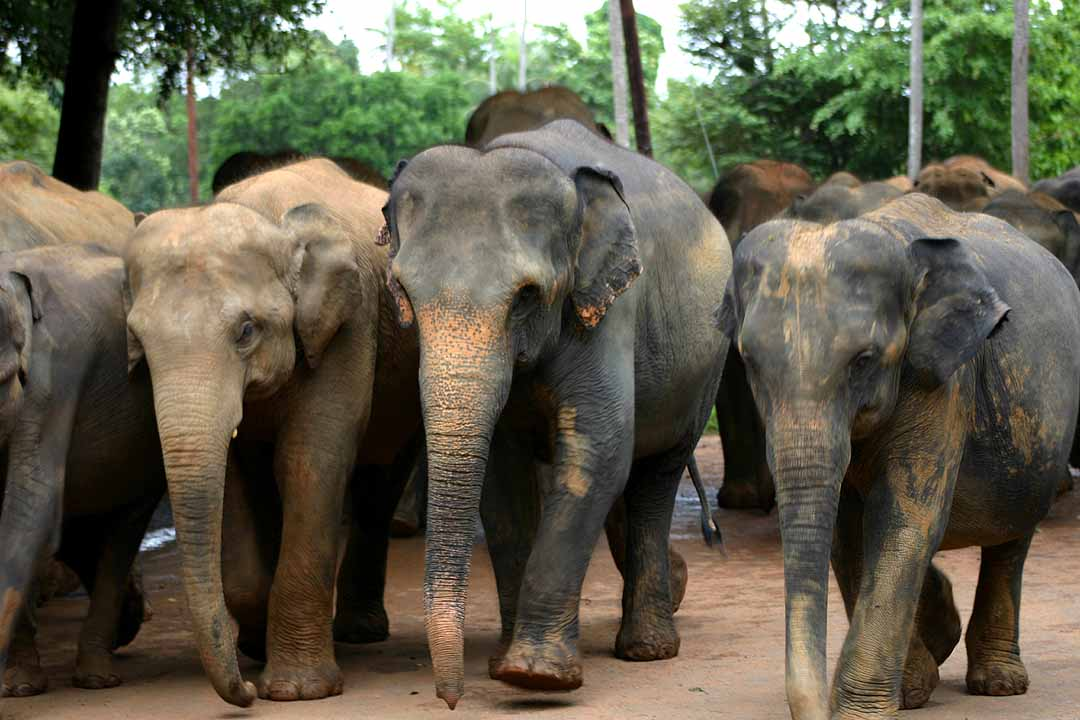
ゾウ

タイ・エレファント・オーケストラ（英: Thai Elephant Orchestra）は、タイのタイ国立ゾウ保護センターで飼育されているゾウたちによる音楽ユニット。アメリカ合衆国の作曲家デイヴ・ソルジャーと同センターのリチャード・ライアーによる発案で結成された。

## ディスコグラフィー

### アルバム
- Thai Elephant Orchestra (2001年)
- Elephonic Rhapsodies (2004年)
- Water Music (2011年)
- Smash Hits (2015年)